# Юрская гончая
Юрская гончая (бруно) — малочисленная порода охотничьих собак, разновидность швейцарской гончей. Пригодна для любой охоты, в том числе на крупную дичь и зверя.

## История породы
Происходит из района Юрских гор на границе Швейцарии и Франции. Считается, что порода возникла более 2 тысяч лет назад. Юрские гончие являются потомками гончих собак с берегов Нила, которые попали на территорию Швейцарии в период военных походов Римской империи. Существование таких собак подтверждают археологические находки, например, их изображения на стенах Гросмюнстера датируются XII веком.
Юрская гончая — представитель средиземноморского типа гончих, отличающийся от других швейцарских гончих выраженным влиянием французских пород. Швейцарские заводчики утверждают, что при их разведении никогда не использовались крови английских собак. Благодаря отличным охотничьим способностям предков и тщательному отбору по рабочим качествам юрская гончая — очень эффективная охотничья собака. В отличие от большинства гончих этой группы, которые использовались в охоте на лошадях, юрская гончая предназначена для пешей охоты.
Способная выслеживать любую добычу, на своей родине юрская гончая охотится главным образом на зайца. Такая традиция возникла под влиянием местного законодательства: в 1896 году был издан закон, запрещающий использовать на охоте собак ростом выше 36 см. Заводчики встали перед необходимостью уменьшать рост гончих посредством скрещивания их с таксами и барсучьими гончими. Гончие невысокого роста утратили универсальность и порода стала использоваться почти исключительно для охоты на зайца.
Юрская гончая — малочисленная порода. В ряде источников условно подразделяется на два типа: «бруно» и «Сен-Юбер» (фр. St. Hubert), последний из них, вероятно, полностью исчез. Известная также форма «малая юрская гончая» существенно отличается как по росту и внешнему виду, так и по охотничьим характеристикам и фактически является другой породой.
Стандарт юрской гончей, наряду со стандартами других четырёх пород швейцарских гончих, разработан в 1882 году. В 1933 был создан объединённый стандарт, общий для всех швейцарских гончих.

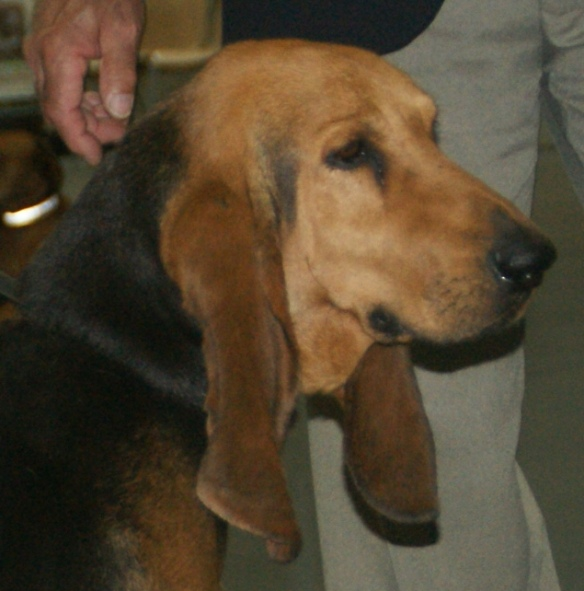
Голова юрской гончей

## Внешний вид
Собака среднего роста с типичным обликом гончей. Половой диморфизм отчётливо выражен: кобели достигают 59 см в холке и весят максимально 30 кг, суки намного мельче — до 50 см и 15—20 кг. Голова характерного для гончей вида, массивная, с закруглённым лбом, удлинённой мордой и мощной челюстью, без морщин, складок и заметного подвеса. Мочка носка широкая, чёрная и блестящая. Глаза овальные, коричневые, тяжёлые веки с чёрной окантовкой придают собаке мягкое и несколько печальное выражение. Уши очень характерные, овальные, длинные, достигают основания шеи.
Корпус крепкий, мускулистый, спина прямая, грудь глубокая — сложение, необходимое для продолжительного быстрого бега. Лапы круглые. Хвост тонкий, средней длины, слегка загнут, выглядит естественным продолжением линии спины. В покое собака несет хвост опущенным, в возбуждённом состоянии держит его несколько выше спины.
Шерсть короткая, прилегающая и блестящая. Типичный окрас чёрный с рыжим или красно-коричневым подпалом, рыжий с чёрным чепраком. Встречаются собаки с небольшим белым пятном на груди.

## Особенности породного поведения
Породное поведение типично для гончей собаки с сильно развитым охотничьим инстинктом. Собаки сообразительны, легко обучаются всему, что относится к их кругу интересов. Благодаря отличному обонянию и развитой обонятельной памяти отлично ориентируются даже на незнакомой местности, безошибочно находят владельца по окончании преследования добычи. С уважением относятся к владельцу и даже проявляют необычную для гончих привязанность и готовность защищать его. Агрессия к другим собакам проявляется редко. Быстро привыкают к присутствию других домашних животных.

## Использование
Гончая предназначена для пешей охоты, может выслеживать добычу и на поводке, как принято у охотников в некоторых альпийских районах. Пригодна для любой охоты, в том числе на крупную дичь и зверя, в лесу и в горах. Как и другие гончие типа бладхаундов, надёжно держит любой след вне зависимости от окружающих условий. Работает как в одиночку, так и в группе.
Юрская гончая преследует дичь с громким настойчивым лаем, тембр которого меняется в зависимости от охотничьей ситуации. Собака упорна и в удержании обнаруженного животного, вне зависимости от его размера и силы. В Америке чистокровные юрские гончие и их метисы используются для охоты на крупных кошачьих: рысь, пуму, ягуара, успешно работают в снегу, песчаных пустынях, затопленных льяносах и густых зарослях.
Может использоваться в качестве компаньона для игр и спортивных занятий.

## Здоровье
Юрские гончие обладают хорошим здоровьем и при правильном содержании живут до 12—13 лет, способность к работе сохраняют долго. Породе свойственны заболевания ушей, а также неврозы при недостатке нагрузок и впечатлений.

## Содержание и уход
Юрская гончая нуждается в свободном движении, которое необходимо им не только для поддержания физической формы, но и для нормального поведения. При содержании в городских условиях собака испытывает дефицит физических нагрузок и эмоциональный голод, что приводит к нарушениям поведения.